# 愛をあなたの胸に
愛をあなたの胸に（あいをあなたのむねに、사랑을 그대 품안에）は、1994年6月6日から7月26日までMBCで放送された韓国のテレビドラマ。日本では2007年頃と2017年12月23日からKNTVで日本語字幕版で放送された。

## 登場人物
- カン・プンホ

演 - チャ・インピョ
- コ・ウンチェ

演 - イ・スンヨン
- イ・ジンジュ

演 -  - シン・エラ
- チョン・ドイル

演 - チョン・ホジン
- チョ・チュンボク

演 - カン・ナムギル
- クォン・ヘヒョ

演 - クォン・ヘヒョ
- マダムアジョッシ

演 - イ・ジョンソプ
- パク・クァンジョン

演 - パク・クァンジョン
- ホ・ギシン

演 - チョ・ヒョンギ
- チェ・ミスク

演 - イ・ギョンア
ポンホの秘書
- ソ・ヨンジ

演 - クァク・チニョン
- オ・サラ

演 - ユン・イェヒ
- チョン・ハンス

演 - キム・ジンテ
- ホ常務

演 - パク・ヨンジ
- コ・ヨンギュン

演 - クク・チョンファン
- ヤン代理

演 - キム・ファンギョ